# Homalomena hendersonii
Homalomena hendersonii är en kallaväxtart som beskrevs av Caetano Xavier Furtado. Homalomena hendersonii ingår i släktet Homalomena och familjen kallaväxter. Inga underarter finns listade.